# Tang Wanli
Pour les articles homonymes, voir Tang.
Tang Wanli née le 28 avril 1996, est une joueuse chinoise de hockey sur gazon.

## Carrière
Elle a été en équipe nationale première en 2013.

## Palmarès
- : 2e au Champions Trophy d'Asie 2016.
- : 3e au Champions Trophy d'Asie 2018.